# بوتلروف (دهانه)
بوتلروف یک دهانه برخوردی در ماه است.